# (1902) Chapochnikov
(1902) Chapochnikov (internationalement Shaposhnikov d'après la transcription anglaise ; nommé provisoirement 1972 HU) est un astéroïde de la ceinture principale découvert le 18 avril 1972 par Tamara Smirnova à l'observatoire d'astrophysique de Crimée en Ukraine. 
Il a été nommé en hommage à Vladimir Grigorévitch Chapochnikov, spécialiste soviétique de l'astrométrie.